# 에이주인
에이주인 (栄樹院, 분카 2년 음력 1월 23일 (1805년 2월 22일) ~ 안세이 5년 음력 9월 10일 (1858년 10월 16일))은 사쓰마번주 시마즈 나리아키라의 정실이다. 아버지는 히토쓰바시 도쿠가와가 당주 도쿠가와 나리아쓰이고, 어머니는 오야요(於弥与, 히구치씨)이다. 히사히메(恒姫)로도 불렸다.

## 생애
분카 9년 (1812년)에 시마즈 나리아키라와 결혼을 약속했다. 분카 12년 (1815년)에 에도 다카나와의 시마즈 저택에 들어갔다. 분세이 9년 (1826년), 당시 후계자였던 나리아키라와 결혼했다.
적자를 낳은 적도 있지만, 모두 일찍이 요절하여서, 오유라 소동과 텐쇼인 시집에 영향을 주었다.
안세이 5년 (1858년)에 나리아키라가 사망하고 2달 후에, 에이주인도 사망하였다.

## 등장 작품
- 아츠히메 (2008년, NHK대하드라마, 배우 : 요 키미코)